# Kolosseum (Lübeck)

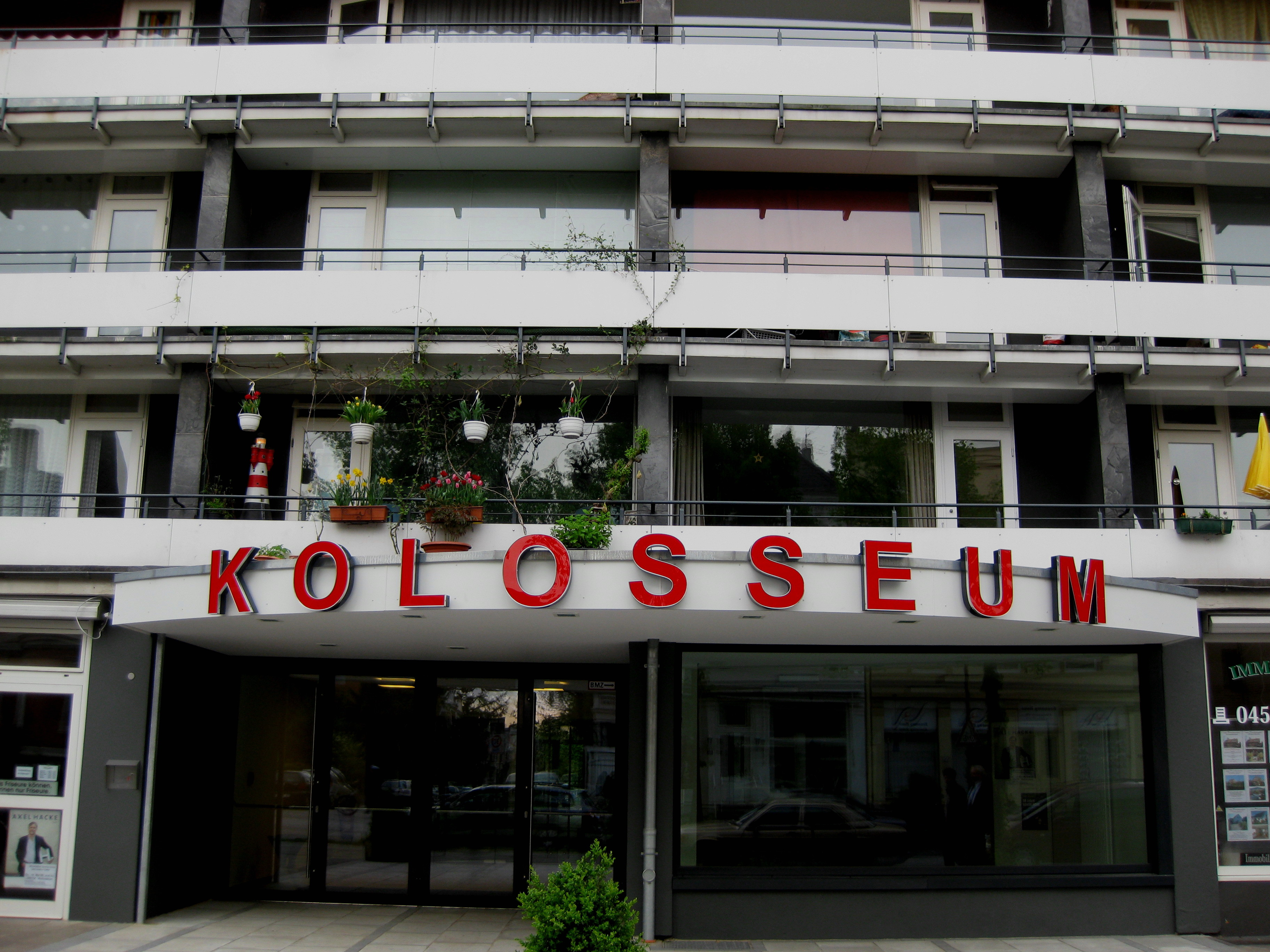
Eingang zum Kolosseum 2009

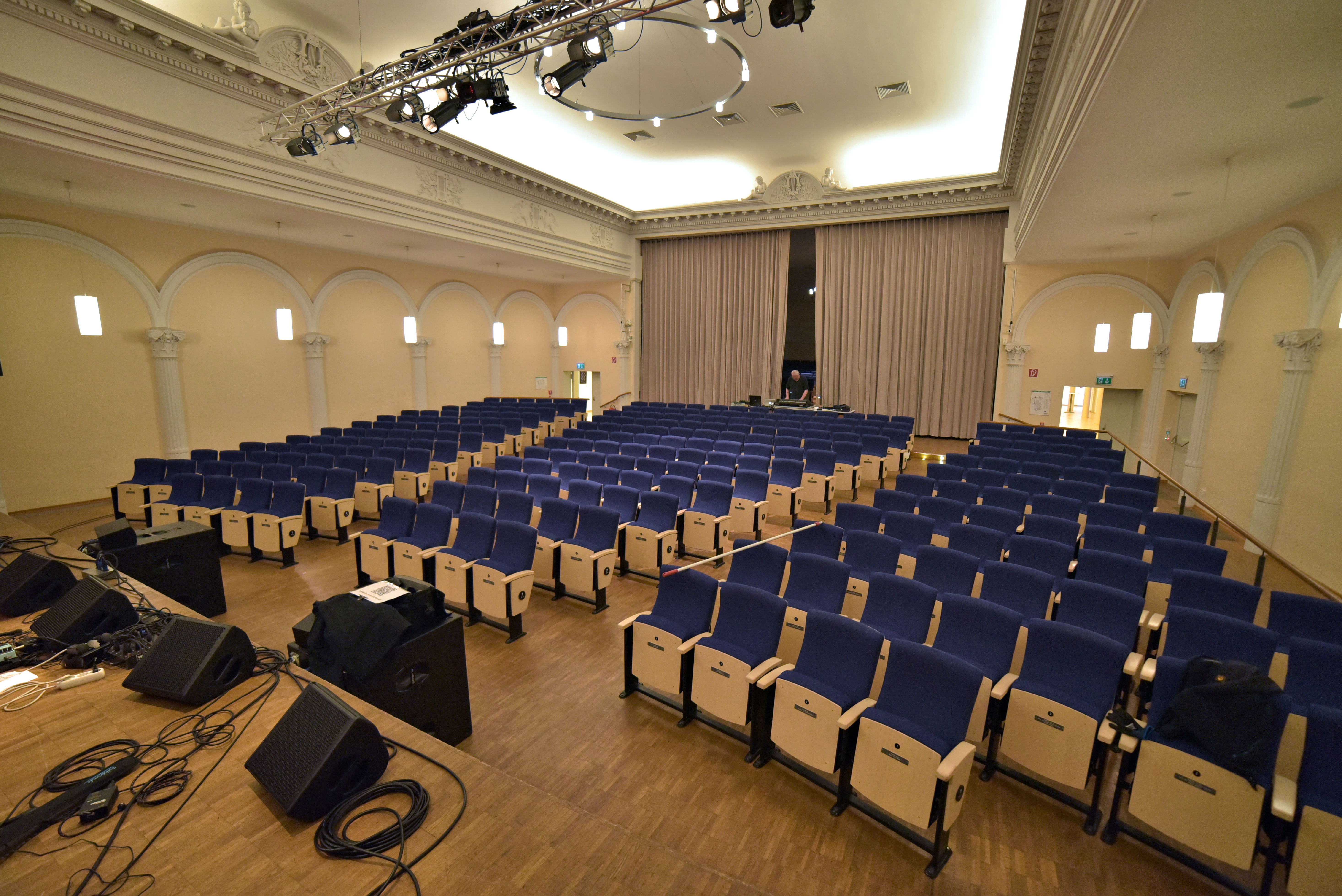
Saal vor einem Konzert, hinterer Teil mit Vorhang abgetrennt, März 2018

Außenansicht und Garten des alten Kolosseums, 1902

Das alte Kolosseum, 1907

Im Garten des alten Kolosseums, 1901

Das Kolosseum ist ein unter Denkmalschutz stehender Konzert-, Theater- und Veranstaltungssaal in der Hansestadt Lübeck (Schleswig-Holstein). Der Saal im Stadtteil St. Jürgen gehört der 1789 gegründeten Gesellschaft zur Beförderung gemeinnütziger Tätigkeit. 

## Geschichte

Anzeige zu den letzten Vorführungen in der Camera 1969

An der Kronsforder Allee befand sich außerhalb der Altstadtinsel das Gasthaus „Freundschaft“, dem 1866 ein Spiegelsaal angebaut wurde. Ein Pfeiler- und Bühnensaal mit Platz für 3000 Personen und der Bezeichnung „Colosseum“ kam 1875 hinzu. Er hatte Säulen im römischen Stil und war mit Stuck geschmückt. 1931 fiel der Saal bei einer Zwangsversteigerung an die Spar- und Anleihe-Kasse zu Lübeck, die ihn 1937 der „Gemeinnützigen“ übereignete. Deren Tochterverein, der Verein der Musikfreunde, veranstaltete hier vor und nach dem Zweiten Weltkrieg die Sinfoniekonzerte, die 1947 in kommunale Regie übernommen und alsbald, trotz der schlechteren Akustik dort, in die Stadthalle verlegt wurden.
Nach dem Luftangriff auf Lübeck am 29. März 1942 diente der Saal wegen der Schäden am Karstadt-Gebäude in der Breiten Straße bis 1944 als Behelfskaufhaus. Das Theater Lübeck  nutzte es von 1946 bis 1949 als Spielstätte. Mit den finanziellen Mitteln eines großzügigen Vermächtnisses der Eheleute Konsul Reinhard Dieckmann und seiner Ehefrau Lilli 1958 wurde der Saal umgebaut und 1959 mit mehr als tausend Plätzen wiedereröffnet. Er galt damals als modernster Konzertsaal Norddeutschlands mit hervorragender Akustik. Außerdem wurde 1951 ein Kinosaal unter dem Namen Camera eingebaut.
Ein weiterer Umbau wurde in den frühen 1970er Jahren vorgenommen. Dabei verschwand 1969 der Kinosaal, und die Sitzplatzzahl wurde auf 680 reduziert. Das Innere erhielt eine Gestaltung mit wolkig bemalter azurblauer Decke, braunroten Wänden, rotgepolsterten Sesseln und Kristalllüstern nach den Stilvorstellungen der Zeit. 1974 war der Umbau abgeschlossen. Der Saal verbirgt sich seither hinter einer Fassade aus den 1970er Jahren in einem Komplex mit 23 Altenwohnungen und einer Ladenzeile.
Am 23. November 1999 wurde vor dem Kolosseum eine Bombenattrappe gefunden. Einen Zusammenhang mit einer für den Abend vorgesehenen Lesung von Günter Grass  schloss die Kriminalpolizei nicht aus.
2008/2009 wurde der Saal saniert. Dabei wurde die Haustechnik erneuert und den Erfordernissen des Brandschutzes angepasst sowie Schäden durch Hausschwamm beseitigt. Der Saal bekam eine Hebebühne und wurde neu bestuhlt. Die Zahl der Sitzplätze wurde auf 520 reduziert. Stuckarbeiten an Decke, Wänden und Säulen wurden repariert oder ersetzt. Das Foyer wurde neu gestaltet und Zwischendecken entfernt. Die Umbaukosten in Höhe von 2,2 Millionen Euro trugen die Possehl-Stiftung, die Gemeinnützige Sparkassenstiftung zu Lübeck und die Gemeinnützige je zu einem Drittel. Der Saal wurde im April 2009 wieder in Betrieb genommen.
Im Foyer wurde 2023 eine Bronzebüste zu Ehren der Pianistin und Klavierpädagogin Evelinde Trenkner (1933–2021) aufgestellt. Sie ist das Werk des Bildhauers Claus Görtz, gesponsert wurde sie von dem kasachischen Politiker Bauyrschan Baibek, dessen Lehrerin und Mentorin sie gewesen war.
Seit 2010 ist Ole Nissen leitender Intendant des Kolosseums. Der Saal hat sich seitdem mit ca. 150 Veranstaltungen im Jahr zu einer bedeutenden Kulturstätte der Stadt entwickelt.

## Künstler
Im Kolosseum traten im Laufe seiner Geschichte prominente Künstler auf. Zu ihnen gehörte der Dirigent Wilhelm Furtwängler, der sich am 28. April 1915 mit einem Volkssinfoniekonzert aus Lübeck verabschiedete. Weitere Künstler waren die russische Cellistin Natalja Gutman, der russischstämmige Pianist Wladimir Aschkenasi, der Cellist David Geringas, die französische Akkordeonistin Lydie Auvray, die  Sänger René Kollo  und Christoph Prégardien  oder das Prager Vlach-Quartett. André Holst hatte im März 1982 seinen ersten Auftritt als Moderator. 
Regelmäßig gastierten das Hamburger Ohnsorg-Theater und das Berliner Travestie-Theater Chez Nous. Zu den Kabarettisten gehörten Hanns Dieter Hüsch, Hans-Werner Olm und Emil Steinberger, außerdem standen Sissi Perlinger und Atze Schröder auf der Bühne. Die leichte Muse war mit Chansonnier Tim Fischer, Liedermacher Hannes Wader und Sängerin Helen Schneider vertreten.
Veronica Carstens referierte über Naturheilkunde, und Klimaforscher Mojib Latif sprach über den globalen Klimawandel. André Eisermann las aus Goethes Die Leiden des jungen Werthers, und 2002 Günter Grass aus seiner Novelle Im Krebsgang. Im selben Jahr stellte Benjamin von Stuckrad-Barre sein Buch Deutsches Theater vor.